# Stari Pavljani
Stari Pavljani – wieś w Chorwacji, w żupanii bielowarsko-bilogorskiej, w mieście Bjelovar. W 2011 roku liczyła 241 mieszkańców.